# Sonates pour violoncelle solo (et basse) de Luigi Boccherini

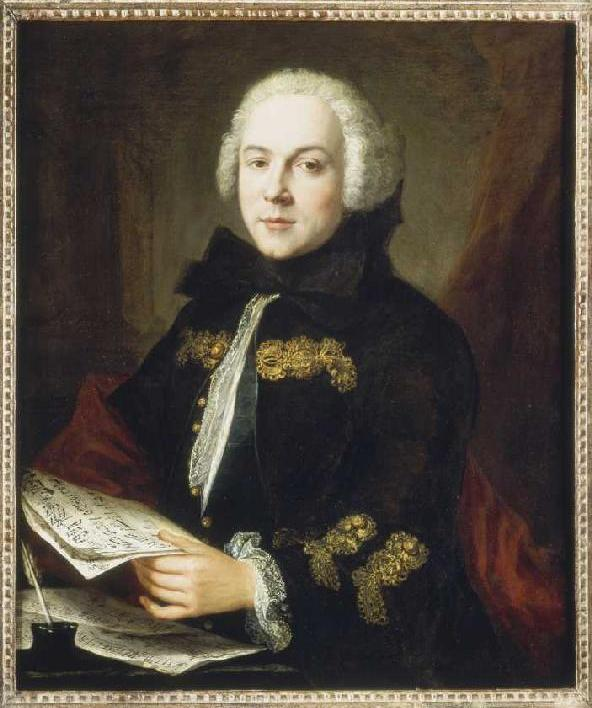
Portrait de Luigi Boccherini, 1764-68. Huile sur toile de Jean-Étienne Liotard. Collection privée, Budenheim, Allemagne.

Les sonates pour violoncelle solo et basse (cello solo) de Luigi Boccherini sont un ensemble de 39 pièces. Elles ont été composées lors de tournées entreprises par Boccherini et son père Leopoldo en Europe, au début des années 1750. En effet, dès 1756, des critiques musicaux mentionnent que le jeune Luigi « exécutait en public, jouant une sonate de sa composition ». La plupart de ces sonates ont été écrites pour son usage personnel.

## Sonates pour violoncelle solo (et basse) par numérosGérard

### G.1
- Sonate no 1 en fa majeur

1. Allegretto
2. Largo
3. Allegretto

### G.2
- Sonate no 2 en do mineur

1. Adagio
2. Allegro
3. Allegretto

### G.2b
- Sonate no 2 en do mineur (seconde version)

1. Allegro
2. Largo
3. Allegretto

### G.3
- Sonate no 3 en do majeur

1. Allegro
2. Andante
3. Minuetto

### G.4
- Sonate no 4 en la majeur

1. Allegro moderato
2. Adagio
3. Affetuoso

### G.4b
- Sonate no 4 en la majeur (seconde version)

1. Adagio
2. Allegro
3. Affetuoso

### G.5
- Sonate no 5 en sol majeur

1. Allegro militare
2. Largo
3. Tempo di Minuetto

### G.6
- Sonate no 6 en do majeur

1. Allegro
2. Largo assai
3. Allegro moderato

### G.7
- Sonate no 7 en do majeur

1. Allegro
2. Andante
3. Grazioso

### G.8
- Sonate no 8 en si bémol majeur

1. Allegro
2. Andante affetuoso
3. Allegro

### G.9
- Sonate no 9 en fa majeur

1. Andantino
2. Adagio assai
3. Tempo di Minuetto amoroso

### G.10
- Sonate no 10 en mi bémol majeur

1. Allegro
2. Adagio
3. Affetuoso

### G.11
- Sonate no 11 en mi bémol majeur

1. Allegro
2. Largo
3. Tempo di Minuetto

### G.12
- Sonate no 12 en si bémol majeur

1. Allegro moderato
2. Grave
3. Minuetto

### G.13
- Sonate no 13 en la majeur

1. Allegro
2. Largo
3. Allegro

### G.14
- Sonate no 14 en mi bémol majeur

1. Allegro brillante
2. Andante non tanto legato sempre
3. Minuetto con variazione

### G.15
- Sonate no 15 en sol majeur

1. Allegro
2. Larghetto
3. Allegro

### G.16
- Sonate no 16 en mi bémol majeur

1. Allegro
2. Minuetto. Amoroso-Trio

### G.17
- Sonate no 17 en do majeur

1. Allegro
2. Largo assai
3. Rondo. Allegro

### G.18
- Sonate no 18 en do mineur

1. Moderato
2. Largo
3. Minuetto-Trio

### G.19
- Sonate no 19 en fa majeur

1. Allegro
2. Andante
3. Menuetto

### G.562
- Sonate no 20 en sol mineur

1. Allegro
2. Adagio
3. Presto

### G.563
- Sonate no 21 en sol majeur

1. Largo
2. Allegretto affettuoso
3. Amoroso

### G.564
- Sonate no 22 en ré majeur

1. Allegro
2. Cantabile
3. Rondo

### G.565
- Sonate no 23 en si bémol majeur

1. Allegro
2. Largo-Allegro-Adagio
3. Larghetto

### G.565b
- Sonate no 23 en si bémol majeur (seconde version)

1. Allegro comodo
2. Adagio
3. Allegro

### G.566
- Sonate no 24 en mi bémol majeur

1. Moderato
2. Allegro

### G.567
- Sonate no 25 en mi bémol majeur

1. Andante
2. Largo
3. Allegro

### G.568
- Sonate no 26 en mi bémol majeur

1. Allegro
2. Largo
3. Presto

### G.569
- Sonate no 27 en do majeur

1. Maestoso assai
2. Allegro
3. Largo

### G.579
- Sonate no 28 en fa majeur

1. Allegro
2. Largo cantabile
3. Allegro assai

### G.580
- Sonate no 29 en ré majeur

1. Allegro
2. Adagio
3. Tempo di Menuetto

## Discographie
- Le sonate milanesi a violoncello solo e basso, [G.1-18, G.565, 565bis, 566, mi-bémol majeur, sol majeur, la majeur] - Luigi Puxeddu, violoncelle, I Virtuosi della Rotonda : Federico Bracalante, violoncelle ; Claudia Lapolla, violon (G. 2) ; Francesco Lattuada, alto (G. 18) (août 2007–avril/juin 2008, 4CD Brilliant Classics 93784) (OCLC 505534148) ;
- Sonate a violoncello solo e basso, [G.2b, G.4, G.5, G.13, G.15, G.18] - Michal Kanka, violoncelle ; Jaroslav Tůma, clavecin ; Petr Hejný, violoncelle (juin 1998, Praga Digitals PRD 250 147) (OCLC 45257386).
- Sonate a violoncello solo e basso, [G.2*, G.4, G.10, G.17, G.565*] - Richard Lester, violoncelle ; David Watkin, violoncelle ; Chi-Chi Nwanoku, contrebasse* (31 janvier/1-2 février 1994, Hyperion CDH55219) (OCLC 33446206 et 317981153)